# Tinkoff (wielerploeg)/2016
Deze pagina geeft een overzicht van de Tinkoff-Saxo-wielerploeg in 2016.

## Algemeen
Eigenaar: Oleg Tinkov
Algemeen manager: Stefano Feltrin
Ploegleiders: Bruno Cenghialta, Steven de Jongh, Tristan Hoffman, Lars Michaelsen, Giuseppe Toni, Ján Valach, Francisco Vila, Sean Yates
Fietsmerk: Specialized
Kopman: Alberto Contador & Peter Sagan

## Transfers
| Inkomend       | Team 2015          | Uitgaand                | Team 2016                   |
| -------------- | ------------------ | ----------------------- | --------------------------- |
| Erik Baška     | Klein Constantia   | Ivan Basso              | gestopt                     |
| Adam Blythe    | Orica GreenEDGE    | Edward Beltrán          | EPM-UNE-Área Metropolitana  |
| Oscar Gatto    | Androni Giocattoli | Matti Breschel          | Cannondale Pro Cycling Team |
| Michael Gogl   | Tirol Cycling Team | Christopher Juul-Jensen | Orica GreenEDGE             |
| Joeri Trofimov | Katjoesja          | Michael Mørkøv          | Katjoesja                   |
|                |                    | Bruno Pires             | Team Roth                   |
|                |                    | Chris Anker Sørensen    | Fortuneo-Vital Concept      |
|                |                    | Oliver Zaugg            | IAM Cycling                 |

## Renners
| Naam                       | Geboortedatum | Nationaliteit       | Ploeg 2015         | Ploeg 2017             |
| -------------------------- | ------------- | ------------------- | ------------------ | ---------------------- |
| Erik Baška                 | 12-01-1994    | Slowakije           | Klein Constantia   | BORA-hansgrohe         |
| Daniele Bennati            | 24-09-1980    | Italië              |                    | Movistar Team          |
| Adam Blythe                | 01-10-1989    | Verenigd Koninkrijk | Orica GreenEDGE    | Aqua Blue Sport        |
| Manuele Boaro              | 12-03-1987    | Italië              |                    | Bahrain-Merida         |
| Maciej Bodnar              | 07-03-1985    | Polen               |                    | BORA-hansgrohe         |
| Pavel Broett               | 29-01-1982    | Rusland             |                    | Gazprom-RusVelo        |
| Alberto Contador           | 06-12-1982    | Spanje              |                    | Trek-Segafredo         |
| Oscar Gatto                | 01-01-1985    | Italië              | Androni Giocattoli | Astana Pro Team        |
| Michael Gogl               | 04-11-1993    | Oostenrijk          | Tirol Cycling Team | Trek-Segafredo         |
| Jesper Hansen              | 23-10-1990    | Denemarken          |                    | Astana Pro Team        |
| Jesús Hernández            | 28-09-1981    | Spanje              |                    | Trek-Segafredo         |
| Robert Kišerlovski         | 09-08-1986    | Kroatië             |                    | Team Katjoesja-Alpecin |
| Michael Kolář              | 21-12-1992    | Slowakije           |                    | BORA-hansgrohe         |
| Roman Kreuziger            | 06-05-1986    | Tsjechië            |                    | Orica-Scott            |
| Rafał Majka                | 25-02-1990    | Polen               |                    | BORA-hansgrohe         |
| Jay McCarthy               | 08-09-1992    | Australië           |                    | BORA-hansgrohe         |
| Sérgio Paulinho            | 26-03-1980    | Portugal            |                    | Efapel                 |
| Jevgeni Petrov             | 25-05-1978    | Rusland             |                    | -                      |
| Paweł Poljański            | 05-06-1990    | Polen               |                    | BORA-hansgrohe         |
| Michael Rogers (tot 25/04) | 20-12-1979    | Australië           |                    | gestopt                |
| Ivan Rovny                 | 30-09-1987    | Rusland             |                    | Gazprom-RusVelo        |
| Juraj Sagan                | 23-12-1988    | Slowakije           |                    | BORA-hansgrohe         |
| (ITT) Peter Sagan          | 26-01-1990    | Slowakije           |                    | BORA-hansgrohe         |
| Matteo Tosatto             | 14-05-1974    | Italië              |                    | gestopt                |
| Joeri Trofimov             | 26-01-1984    | Rusland             | Katjoesja          | Caja Rural-Seguros RGA |
| Nikolaj Troesov            | 02-07-1985    | Rusland             |                    | Gazprom-RusVelo        |
| Michael Valgren Andersen   | 07-02-1992    | Denemarken          |                    | Astana Pro Team        |

## Overwinningen
Tour Down Under
2e etappe: Jay McCarthy
Ruta del Sol
1e etappe: Daniele Bennati
3e etappe: Oscar Gatto
Ronde van de Algarve
5e etappe: Alberto Contador
Tirreno-Adriatico
Puntenklassement: Peter Sagan
Handzame Classic
Winnaar: Erik Baška
Gent-Wevelgem
Winnaar: Peter Sagan
Driedaagse van De Panne-Koksijde
3e etappe deel B (ITT):Maciej Bodnar
Ronde van Vlaanderen
Winnaar: Peter Sagan
Ronde van het Baskenland
6e etappe (ITT): Alberto Contador
Eindklassement: Alberto Contador
Ronde van Kroatië
5e etappe (TTT): Tinkoff
Ronde van Californië
1e etappe: Peter Sagan
4e etappe: Peter Sagan
Critérium du Dauphiné
Proloog: Alberto Contador
Ronde van Zwitserland
2e etappe: Peter Sagan
3e etappe: Peter Sagan
Nationale kampioenschappen wielrennen
Groot-Brittannië - wegrit: Adam Blythe
Polen - tijdrit: Maciej Bodnar
Polen - wegrit: Rafał Majka
Slowakije - wegrit: Juraj Sagan
Tsjechië - wegrit: Roman Kreuziger
Ronde van Frankrijk
2e etappe: Peter Sagan
11e etappe: Peter Sagan
16e etappe: Peter Sagan
Puntenklassement: Peter Sagan
Bergklassement: Rafał Majka
Ronde van Denemarken
1e etappe: Daniele Bennati
3e etappe: Michael Valgren
Eindklassement: Michael Valgren
Ronde van Burgos
Eindklassement: Alberto Contador
Grote Prijs van Quebec
Winnaar: Peter Sagan
Europese kampioenschappen wielrennen
Wegrit: Peter Sagan
Eneco Tour
3e etappe: Peter Sagan
4e etappe: Peter Sagan
Puntenklassement: Peter Sagan
Ronde van Toscane
Eindklassement: Daniele Bennati
UCI World Tour
Eindklassement: Peter Sagan
Wereldkampioenschappen wielrennen
Wegwedstrijd: Peter Sagan
1998 · 1999 · 2000 · 2001 · 2002 · 2003 · 2004 · 2005 · 2006 · 2007 · 2008 · 2009 · 2010 · 2011 · 2012 · 2013 · 2014 · 2015 · 2016
AG2R-La Mondiale · Astana Pro Team · BMC Racing Team · Cannondale Pro Cycling Team · Dimension Data · Etixx-Quick Step · FDJ · Team Giant-Alpecin · IAM Cycling · Team Katjoesja · Lampre-Merida · Team LottoNL-Jumbo · Lotto Soudal · Movistar Team · Orica GreenEDGE · Team Sky · Tinkoff · Trek-Segafredo